# Football-Club Echallens
Il Football-Club Echallens è una società calcistica svizzera, con sede a Echallens, nel Canton Vaud. Milita nella 1ª Lega, la quarta divisione nazionale. Fondata nel 1921, ha conosciuto il suo miglior momento a metà degli anni novanta, quando ha disputato una stagione in Nationalliga B, la seconda serie (stagione 1994-95).